# Idioma bassa
El idioma bassa es una de las lenguas níger-congo (perteneciente a la familia de las lenguas kru).
Cuenta aproximadamente con 703.000 hablantes en Liberia y 8.600 en Sierra Leona. En Liberia, el bassa se habla en los condados de Grand Bassa, Margibi, Bong y Montserrado. En Sierra Leona se habla en el oeste del país y en Freetown.
Posee una forma autóctona de alfabeto, la escritura Vah, de finales del siglo XIX, elaborada por el liberiano Flo Darvin Lewis (también llamado Thomas Gbianvoodeh Lewis). Existió otro esfuerzo por elaborar un alfabeto para la lengua bassa en el año 1830 por parte del misionero cristiano William Crocker, con la intención de facilitar los trabajos de evangelización entre la población nativa. Para este trabajo, Crocker se inspiró en el silabario de los nativos Cheroqui de América del Norte.